# 1691 Оорт
1691 Оорт (1691 Oort) — астероїд головного поясу, відкритий 9 вересня 1956 року.
Тіссеранів параметр щодо Юпітера — 3,180.